# Carlhintzeit
Carlhintzeit ist ein sehr selten vorkommendes Mineral aus der Mineralklasse der „Halogenide“ mit der chemischen Zusammensetzung Ca2[F|AlF6]·H2O und gehört strukturell zu den Insel-Aluminofluoriden mit Calcium.
Carlhintzeit kristallisiert im triklinen Kristallsystem und entwickelt nur sehr kleine, tafelige bis prismatische Kristalle bis etwa zwei Millimeter Länge, die aufgrund von Zwillingsbildung überwiegend pseudomonokline Formen aufweisen und zudem meist in Form radialstrahliger, büscheliger Mineral-Aggregate angeordnet sind.
Die Kristalle selbst sind farblos und durchsichtig und zeigen auf den Oberflächen einen glasähnlichen Glanz. Durch vielfache Lichtbrechung aufgrund von Gitterbaufehlern oder polykristalliner Ausbildung in Aggregatform kann das Mineral aber auch weiß erscheinen, wobei die Transparenz entsprechend abnimmt.

## Etymologie und Geschichte
Erstmals entdeckt wurde das Carlhintzeit in den Pegmatiten des Tagebaus Hagendorf-Süd bei Waidhaus im Oberpfälzer Wald (Bayern) und beschrieben 1979 durch Pete J. Dunn, Donald R. Peacor und Bozidar Darko Sturman, die das Mineral nach dem deutschen Mineralogen und Kristallographen Carl Hintze benannten, um das von ihm herausgegebene „Handbuch der Mineralogie“ als sein Lebenswerk zu ehren.
Typmaterial des Minerals wird im Royal Ontario Museum in Toronto, Kanada (Katalog-Nr. M35498) und im National Museum of Natural History in Washington, D.C., USA (Katalog-Nr. B20119) aufbewahrt.

## Klassifikation
Da der Carlhintzeit erst 1978 als eigenständiges Mineral anerkannt wurde, ist er in der seit 1977 veralteten 8. Auflage der Mineralsystematik nach Strunz noch nicht verzeichnet. Einzig im Lapis-Mineralienverzeichnis nach Stefan Weiß, das sich aus Rücksicht auf private Sammler und institutionelle Sammlungen noch nach dieser alten Form der Systematik von Karl Hugo Strunz richtet, erhielt das Mineral die System- und Mineral-Nr. III/C.03-50. In der „Lapis-Systematik“ entspricht dies der Klasse der „Halogenide“ und dort der Abteilung „Doppelhalogenide (meist mit OH, H2O)“, wo Carlhintzeit zusammen mit Chiolith, Hydrokenoralstonit, Karasugit, Neighborit, Prosopit, Rosenbergit, Thermessait, Thermessait-(NH4), Topsøeit, Usovit und Weberit eine eigenständige, aber unbenannte Gruppe bildet (Stand 2018).
Die von der International Mineralogical Association (IMA) zuletzt 2009 aktualisierte 9. Auflage der Strunz’schen Mineralsystematik ordnet den Carlhintzeit ebenfalls in die Klasse der „Halogenide“, dort allerdings in die Abteilung „Komplexe Halogenide“ ein. Diese ist zudem weiter unterteilt nach der Kristallstruktur, so dass das Mineral entsprechend seinem Aufbau in der Unterabteilung „Insel-Aluminofluoride (Neso-Aluminofluoride)“ zu finden ist, wo es als einziges Mitglied die unbenannte Gruppe 3.CB.45 bildet.
Auch die vorwiegend im englischen Sprachraum gebräuchliche Systematik der Minerale nach Dana ordnet den Carlhintzeit in die Klasse der „Halogenide“ und dort in die Abteilung der „Komplexe Halogenide – Aluminiumfluoride“ ein. Hier ist er als einziges Mitglied in der unbenannten Gruppe 11.06.07 innerhalb der Unterabteilung „Komplexe Halogenide – Aluminiumfluoride mit verschiedenen Formeln“ zu finden.

## Kristallstruktur
Carlhintzeit kristallisiert triklin in der Raumgruppe C1 (Raumgruppen-Nr. 1, Stellung 2) oder C1 (Nr. 2, Stellung 3) mit den Gitterparametern a = 9,48 Å; b = 6,98 Å; c = 9,30 Å; α = 91,1°; β = 104,8° und γ = 90,0° sowie 4 Formeleinheiten pro Elementarzelle.

## Bildung und Fundorte

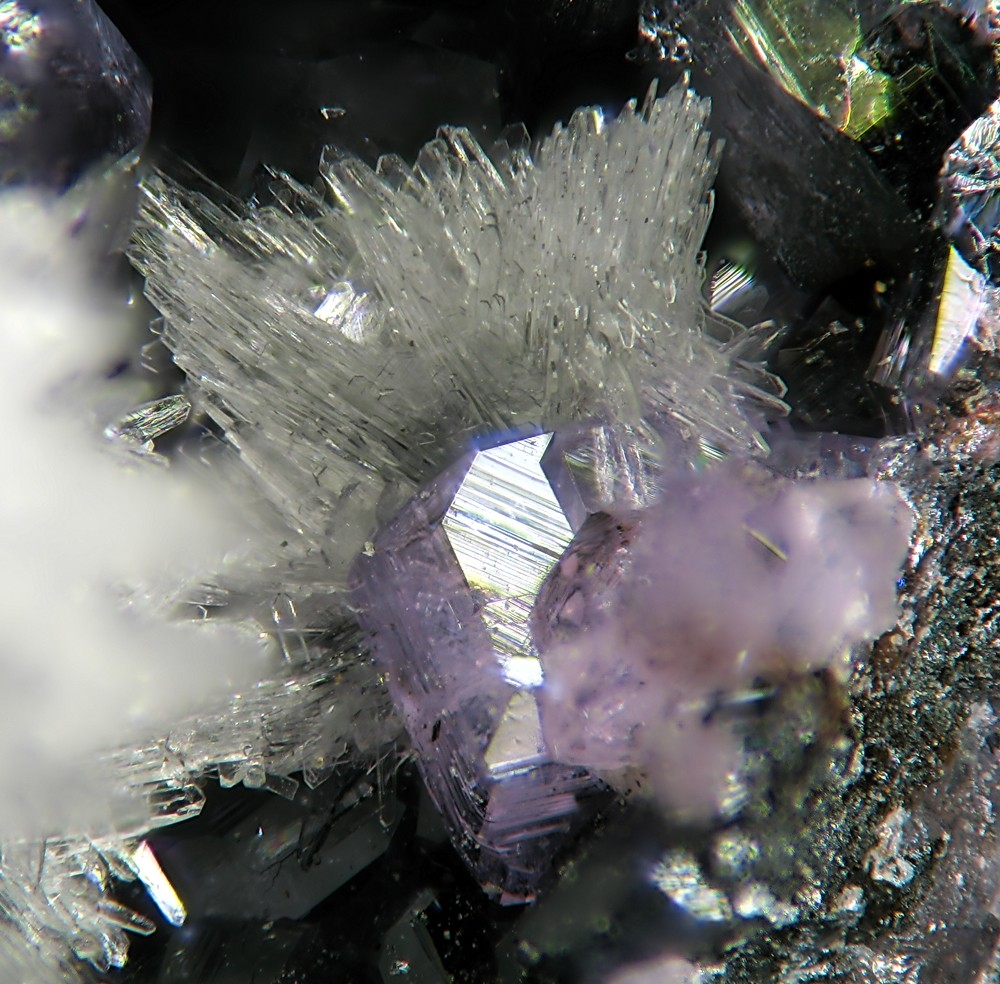
Farbloser bis weißer Carlhintzeit mit violettem Strengit aus der Typlokalität Hagendorf-Süd (Grube Cornelia) (Bildbreite 3,5 mm)

Carlhintzeit bildet sich sekundär durch hydrothermale Umwandlung aus Triphylin in Pegmatiten. Als Begleitminerale treten unter anderem Apatit, Pyrit, Rockbridgeit und Strengit auf.
Als sehr seltene Mineralbildung konnte Carlhintzeit nur in wenigen Proben aus weniger als zehn Fundorten nachgewiesen werden. Neben seiner Typlokalität, dem inzwischen nicht mehr betriebenen und abgesoffenen Tagebau Hagendorf-Süd bei Waidhaus, konnte das Mineral in Deutschland bisher nur noch am Naturdenkmal „Kreuzberg“, einem 38 m hohen Rosenquarzfelsen bei Pleystein im Oberpfälzer Landkreis Neustadt an der Waldnaab, in einer Schlackenlokalität bei Letmathe in Nordrhein-Westfalen und in der Grube Clara bei Oberwolfach in Baden-Württemberg entdeckt werden.
Weitere bisher bekannte Fundorte (Stand 2022) sind die Mina „El Gigante“ im Departamento Punilla in der zentralargentinischen Provinz Córdoba, die Serra Branca Pegmatite bei Pedra Lavrada im brasilianischen Bundesstaat Paraíba, die Umgebung von Qinglong (Qianxinan) in der chinesischen Provinz Guizhou, die Plaka-Gruben im Bergbaubezirk Lavrio in der griechischen Region Attika und die „Perda Niedda Mine“ in der Gemeinde Domusnovas auf der italienischen Insel Sardinien.